# Antanas Gravrogkas
Antanas Julijonas Gravrogkas, właśc. Antoni Julijan Gravrogc (ur. 18 maja 1880 w Szadowie, zm. 1 kwietnia 1958 w Kownie) – litewski inżynier-mechanik, działacz społeczny i polityczny, burmistrz Kowna (1932–1933). 
Pochodził z rodziny szlacheckiej. Początkową naukę pobierał w Telszach, później uczęszczał do gimnazjum w Mitawie (1892–1893) i Szawlach, które ukończył w 1899 roku. Od 1900 roku studiował w Petersburgu matematykę, później kształcił się w Petersburskim Instytucie Technologicznym (1903–1910), gdzie zaangażował się w działalność litewskiej socjaldemokracji. 
Po ukończeniu studiów pracował w fabryce w Jekaterynosławiu, a później (1916–1919) w Smoleńsku. W 1920 roku wrócił na Litwę, podejmując pracę na kolei. Od 1922 roku pracował jako wykładowca na Uniwersytecie Litewskim, po jego rozwiązaniu w 1950 roku nauczał w Kowieńskim Instytucie Politechnicznym. 
Udzielał się społecznie i politycznie: przez długi czas był wiceprzewodniczącym Šaulių sąjunga, od 1932 do 1933 roku sprawował urząd burmistrza Kowna. 
Pisywał do gazet litewskich, m.in. „Varpas”, „Skardas”, „Naujoji Gadynė”, „Viltis”, „Lietuvos Aidas”. 

## Publikacje
- Lietuvos pramonė (1925)
- Reaktingųjų vandens turbinų darbo rato apskaičiavimas (1939)
- Reaktyvinių vandens turbinų analitinio skaičiavimo būdas (1945)
- Metalų technologija (vadovėlis) (1926)